# Daniel Juncadella
Daniel Juncadella Pérez-Sala (Barcelona, 7 de maio de 1991) é um automobilista espanhol, que compete na GP3 Series.
Ele é sobrinho de Luis Perez-Sala, ex-piloto da Minardi nos anos 80.